# Halte Borsselsche Dijk
Borsselsche Dijk (telegrafische verkorting Brld) is een voormalige halte aan de tramlijn Goes - Hoedekenskerke - Goes van de voormalige Spoorweg-Maatschappij Zuid-Beveland in de provincie Zeeland.
Het station werd geopend op 19 mei 1927 en gesloten op 15 mei 1934.